# The Rock (Gebäude)
The Rock (englisch für „Der Fels“) ist ein Gebäude am Gustav Mahlerplein in Amsterdam in den Niederlanden. Es ist Teil des Hochhauskomplexes Mahler4 im schnell gewachsenen Bankenviertel an der Straße Zuidas (Südachse) im Stadtbezirk Amsterdam-Süd. Das Gebäude hat 24 Stockwerke und ist mit einer Höhe von 90,7 Metern eines der höchsten Gebäude an der Zuidas.

## Beschreibung
Das Hochhaus besteht aus unregelmäßigen Glas-, Aluminium-, Stein- und Betonelementen. Ausgangspunkt für die Gestaltung war die städtebauliche Idee des Architekturbüros De Architekten Cie., das Hochhaus vertikal in Anlehnung an die Anatomie des menschlichen Körpers in Beine, Torso und Kopf zu gliedern. Die weitere Ausarbeitung erfolgte durch das Büro von Erick van Egeraat. Das fertige Gebäude erweckt den Eindruck, als ob der obere Teil schwerer wäre als der untere Teil. Die Gestaltung ist skurril und erinnert an einen Felsen. Das Gebäude sieht aus jeder Blickrichtung anders aus.

## Innengestaltung
Im Innenbereich kommen die Materialien Naturstein, Holz und Messing zum Einsatz. Die Ausstattung in den Büros ist relativ schlicht gehalten. Obwohl sich das Gebäude durch rechte Winkel und schlichte Formen auszeichnet, weist der Eingang ausnahmsweise viele runde Formen auf. Die Haupttreppe im Eingangsbereich wurde bei EeStairs als schönste Treppe des Jahres ausgezeichnet. Nach dem Auszug des einzigen Mieters De Brauw Blackstone Westbroek, auf den die Innengestaltung zugeschnitten war, wurde 2024 ein Umbau begonnen, der sowohl dem aktuellen Nachhaltigkeitsstandard als auch der Aufteilung auf mehrere Mieter gerecht werden soll. Außen wird nur die Eingangssituation im Vorgriff auf die geplante Brittenpassage geändert.